# Fairey Battle
Fairey Battle var et britisk en-motors let bombefly bygget af Fairey Aviation i slutningen af 1930'erne for Royal Air Force. Andre bombefly havde defensivt skyts i tunge og ikke så aerodynamiske maskingeværkupler. Fairey Battle var strømlinet og skulle derfor kunne flyve fra jagerflyene. Fairey Battle havde samme Rolls-Royce Merlin-motor, som gav Supermarine Spitfire dens overlegne egenskaber, men Fairey Battle var tre ton tungere, med en besætning på tre (pilot, navigatør/bombekaster og skytte/radiotelegrafist) og bombelast. Idéen med et hurtigt bombefly uden synderlig defensiv bevæbning var revolutionerende. Fairey Battles ene motor var dog utilstrækkelig til at føre idéen ud i livet – først i 1940 kom træflyet de Havilland Mosquito, der havde to Merlin-motorer og som beviste konceptet..
Briterne byggede cirka tusind Battles før krigen og udstationerede ti eskadriller til Frankrig i Spøgelseskrigen. Under kampene i Benelux i 1940 blev de indsat i desperate forsøg på at bombe broerne ved Maastricht, for at dæmme op for de tyske pansertropper. Luftwaffes moderne jagerfly kunne nemt nedkæmpe bombeflyene, og under slaget om Frankrig led Fairey Battle tilsvarende svære tab. Det var som at spille russisk roulette med for mange patroner i tromlen, og i juni 1940 blev de trukket tilbage fra vestfronten. Flyet fik en kortvarig renæssance mod Regia Aeronauticas biplansjagere i middelhavsområdet og Østafrika. Resten af krigen blev Battlen brugt som skolefly, målslæbningsfly og flyvende motorprøvestand.